# Museo de Historia Natural (Metro de Lima y Callao)
Museo de Historia Natural es el nombre asignado a la decimoquinta futura estación de la línea 3 del Metro de Lima y Callao en Perú. Será construida de manera subterránea en el distrito de Lima, en la avenida Arequipa, ubicada cerca al 
museo homónimo.